# Dr. Comandis Liebeswerk in Italien

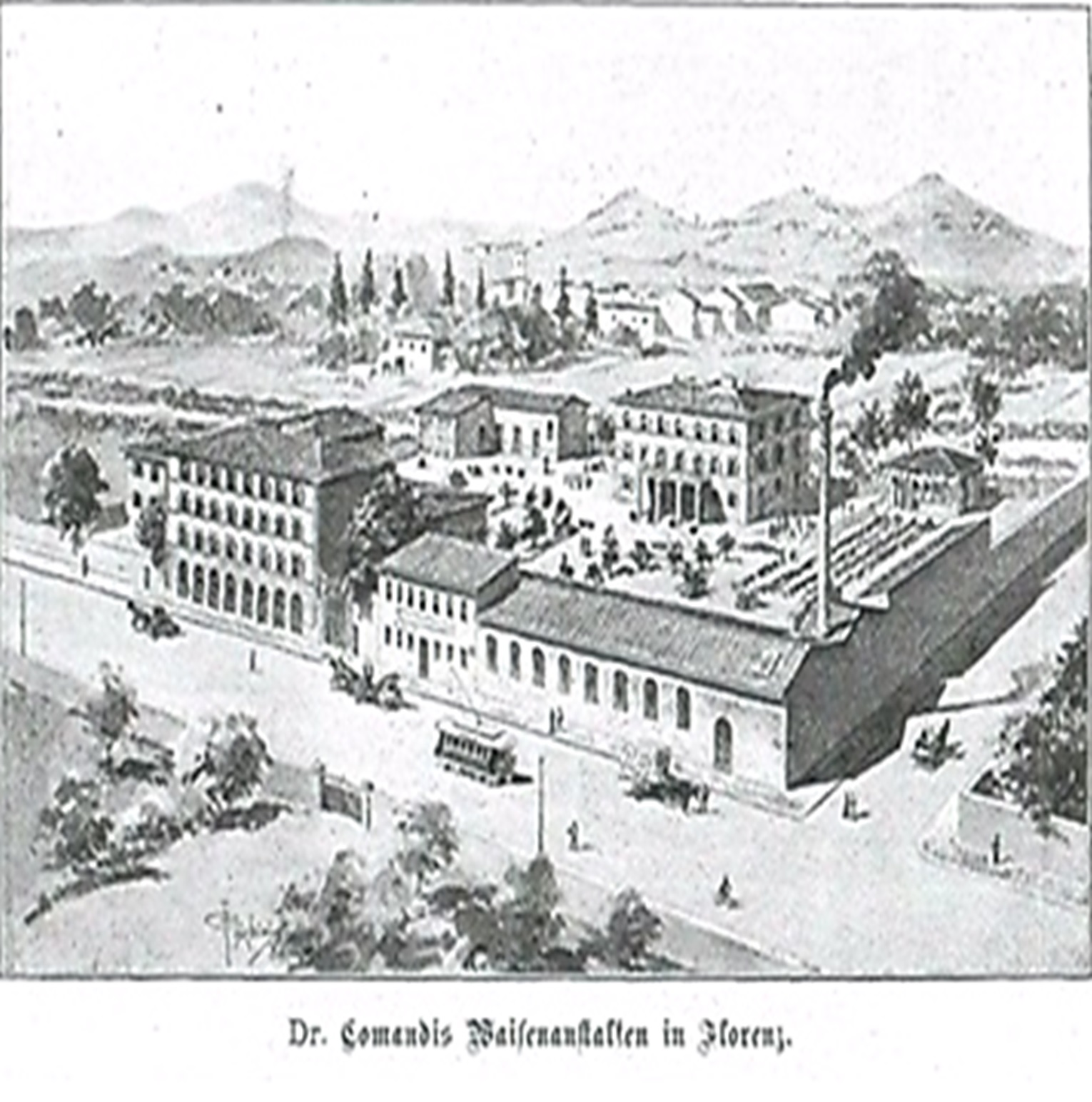
Dr. Comandis Waisenhaus in Florenz – das Asilio

Dr. Comandis Liebeswerk in Italien ist der Titel einer Broschüre von Franz Eugen Schlachter, die zuerst als Fortsetzungsserie in seiner christlichen Zeitschrift Brosamen erschien. In ihr beschreibt er die Tätigkeit des Theologen und Predigers Giuseppe Comandi (1844–1905) in Florenz.

## Inhalt
Die Broschüre beschreibt die diakonische Waisen- und Armenarbeit von Giuseppe Comandi und dessen Frau Cäcilie geb. Paroz, einer Tochter des bekannten Schweizer Erziehers Jules Paroz (1824–1906). Eingesandt wurden die Artikel von Anna von Hesse. 1899 wurden sie von Franz Eugen Schlachter in den Brosamen veröffentlicht. Über Frau von Hesse ist nichts Näheres bekannt, außer dass sie in Zusammenhang mit dem reformierten Erweckungsprediger und Freikirchengründer Adolphe Monod genannt wird. Die Artikel von Frau von Hesse begannen in der Ausgabe Nr. 12 der Brosamen vom 12. März 1899 und endeten mit der Nr. 24. vom 11. Juni 1899. Sie waren mit schönen Bildern des Waisenhauses in Florenz, „Asilo“ genannt, versehen, aber auch mit Bildern von Comandi selber und den anderen Häusern des Werkes, z. B. des Gutes Trebbiolo in der Nähe von Florenz, bzw. der Arbeit in Siena. Schlachter brachte diese Fortsetzungsartikel später als Broschüre mit 46 Seiten heraus.
Die Geschichte ist sehr beeindruckend. Comandi und seine Frau arbeiteten in einer ihnen feindlich gesinnten Umgebung unter den Ärmsten der Armen. Sie gaben ihnen, soweit möglich, manches zur Deckung der größten materiellen Not und verkündigten ihnen das ihnen bisher unbekannte Evangelium von der Erlösung durch Jesus Christus. In der Broschüre wird nicht nur die Arbeit vorgestellt, sondern es werden auch einzelne Schicksale dieser Armen dargestellt, insbesondere wie sie trotz ihrer Armut ein gutes Zeugnis für die Erlösung durch Jesus Christus ablegten. Die Broschüre beschreibt einen Teil der Geschichte Italiens, insbesondere von Florenz, aber auch ein Stück italienischer Kirchengeschichte, nämlich die Arbeit des Waldenser-Predigers und vormaligen Rechtsanwalts Comandi unter den Ärmsten der Armen.